# 3096일
3096일(3096 Tage)은 2013년 공개된 독일의 드라마 영화이다.

## 줄거리
“나는 나타샤 캄푸쉬. 8년전 납치당했습니다.”
1998년 3월2일, 열살 나타샤 캄푸쉬는 등교길에 납치당한다. 지하의 1.5평 작은방에 갇힌 나타샤. 범인은 그녀에게 “복종”만을 강요하고, 상습적인 구타와 폭언, 굶김으로 그녀를 사육하기 시작한다.
그가 누구인지, 왜 납치했는지 이유를 모른 채, 기아와 학대를 견디지 못하고 점점 그의 완전한 소유물이 되어가는 나탸샤. 8년 뒤 어느 날 범인이 잠시 방심한 사이 탈출을 시도하게 된다.

## 출연

### 주연
- 안토니아 캠벨-휴즈
- 투레 린드하르트

### 조연
- 트린 디어홈
- 디어브라 몰로이
- 어니 맨골드
- 엘렌 슈와어즈
- 로랜드 비스넥커
- 마이클 그림
- 안젤리나 노아

## 기타
- 의상: 가브리엘 바인더